# بریما، نیو ساوت ولز
بریما (به انگلیسی: Berrima) یک شهرک در استرالیا است که در Wingecarribee Shire واقع شده‌است.